# Gęsiniec
Gęsiniec (cz. Husinec; niem. Hussinetz, od 1937 do 1945: Friedrichstein) – wieś w Polsce, położona w województwie dolnośląskim, w powiecie strzelińskim, w gminie Strzelin.

## Podział administracyjny
| SIMC    | Nazwa    | Rodzaj     |
| ------- | -------- | ---------- |
| 0880403 | Gliczyny | przysiółek |

W latach 1975–1998 miejscowość administracyjnie należała do województwa wrocławskiego.

## Historia
Wieś została lokowana w roku 1648 przez czeskich husytów – wyznawców doktryny Jana Husa, którzy na Dolny Śląsk przybyli, uchodząc przed prześladowaniami religijnymi, które spotkały ich w państwie Habsburgów. Uciekinierzy z Czech pochodzili z miejscowości Čáslav w Czechach – do dziś istniejącego miasteczka. Wieś nazwano Husinec dla upamiętnienia Jana Husa. W XIX wieku władze niemieckie nasiliły germanizację i przyłączyły miejscowych husytów do Kościoła ewangelicko-reformowanego. Po II wojnie światowej większość ludności wyjechała do Czechosłowacji i RFN; zastąpili ich osadnicy polscy. W latach 1948–1951 działała tu czeska szkoła podstawowa. Potomkowie osadników czeskich do dziś mieszkają m.in. w Gęsińcu i w Strzelinie, gdzie należą do miejscowej parafii ewangelicko-reformowanej.
15 marca 1984 część wsi (3,79 ha) włączono do Strzelina.

## Zabytki
Do roku 1945 funkcjonowała tu ogromna fabryka artykułów żelaznych, dziś nieistniejąca. W części centralnej wsi – monument upamiętniający mieszkańców Gęsińca, którzy zginęli w I wojnie światowej. Przy ul. Staromiejskiej w Strzelinie istnieje dawny kościół husycki, od lat 80. XX wieku odremontowany i współużytkowany używany przez Kościół katolicki i ewangelicko-reformowany.

## Wspólnoty wyznaniowe
- Kościół rzymskokatolicki:
  - parafia Matki Chrystusa i św. Jana Apostoła i Ewangelisty
- Kościół Ewangelicko-Reformowany:
  - parafia w Strzelinie[9]
- Świadkowie Jehowy:
  - zbór Strzelin-Gęsiniec (Sala Królestwa ul. Świerkowa 9)[10]